# A Sort of Homecoming
A Sort of Homecoming è il terzo album dal vivo del gruppo musicale britannico Anathema, pubblicato il 30 ottobre 2015 dalla Kscope.

## Descrizione
Diretto da Lasse Hoile (collaboratore, tra gli altri, di Steven Wilson e degli Opeth), contiene l'intera registrazione del concerto tenuto dal gruppo presso la Cattedrale di Liverpool nel marzo 2015, durante il tour in supporto al decimo album Distant Satellites.

## Tracce
Testi e musiche di Daniel Cavanagh, eccetto dove indicato.

### CD
CD 1
1. The Lost Song, Part 2 – 6:39
2. Untouchable, Part 1 – 6:29
3. Untouchable, Part 2 – 6:25
4. Thin Air – 6:44 (Daniel Cavanagh, John Douglas, Vincent Cavanagh)
5. Dreaming Light – 6:23
6. Anathema – 7:32
7. Ariel – 6:08
8. Electricity – 4:31

CD 2
1. Temporary Peace – 5:15
2. The Beginning and the End – 5:21
3. Distant Satellites – 8:04 (John Douglas, Vincent Cavanagh)
4. Take Shelter – 9:28
5. Internal Landscapes – 7:03
6. A Natural Disaster – 8:45
7. Fragile Dreams – 7:30

### DVD/BD
1. The Lost Song, Part 2 – 6:39
2. Untouchable, Part 1 – 6:29
3. Untouchable, Part 2 – 6:25
4. Thin Air – 6:44 (Daniel Cavanagh, John Douglas, Vincent Cavanagh)
5. Dreaming Light – 6:23
6. Anathema – 7:32
7. Ariel – 6:08
8. Electricity – 4:31
9. Temporary Peace – 5:15
10. The Beginning and the End – 5:21
11. Distant Satellites – 8:04 (John Douglas, Vincent Cavanagh)
12. Take Shelter – 9:28
13. Internal Landscapes – 7:03
14. A Natural Disaster – 8:45
15. Fragile Dreams – 7:30
16. A Temporary Place (Behind the Scenes Short Film) – presente nell'edizione BD

## Formazione
Gruppo
- Vincent Cavanagh – voce, chitarra, arrangiamento strumenti ad arco, arrangiamenti musicali aggiuntivi
- Daniel Cavanagh – chitarra, pianoforte, voce, loop, arrangiamento strumenti ad arco
- Lee Douglas – voce
- John Douglas – batteria
- Jamie Cavanagh – basso

Altri musicisti
- David Wesling – violoncello
- Anna Phoebe – violino

Produzione
- Lasse Hoile – montaggio, regia
- Paul M. Green – produzione
- Anathema, Andy Farrow – produzione esecutiva
- Christer-André Cederberg – produzione e missaggio musica
- Bruce Soord – missaggio 5.1
- Steve Kitch – mastering
- Martin Knight – registrazione audio